# Línea 64 (EMT Valencia)
La línea 64 Benicalap - Estación Joaquín Sorolla - Nou Hospital la Fe de la EMT de Valencia es una línea de autobús que une el barrio de Benicalap, al norte de la ciudad, con la estación Joaquín Sorolla de Valencia y el nuevo hospital La Fe.

## Historia
Esta, es la línea diurna y nocturna. Fue puesta en servicio el 22 de septiembre de 2008, para dar servicio a la zona de la Avenida de Joan XXIII, en Benicalap. Su recorrido inicial, cambiado por primera vez recientemente, con la puesta en marcha del nuevo hospital La Fe, tiene un sencillo recorrido por Trànsits y Grans Vies, hasta la zona del futuro Parc Central de Valencia. El 25 de noviembre de 2010 fue el día en que se amplió su recorrido, cambiando la denominación de la línea, hasta el nuevo Hospital La Fe, siendo anteriormente 64 Benicalap - Parc Central.

## Horarios
| 64         | Primer servicio A: Benicalap | Primer servicio A: Nou Hospital la Fe | Último servicio A: Benicalap | Último servicio A: Nou Hospital la Fe |
| Laborables | 06:20                        | 07:00                                 | 23:30                        | 23:30                                 |
| Sábados    | 06:20                        | 06:58                                 | 23:30                        | 23:30                                 |
| Festivos   | 06:30                        | 07:05                                 | 23:30                        | 23:30                                 |

## Recorrido
- De Nou hospital La Fe a Benicalap por: Av. de Juan XXIII, Dr. Peset Aleixandre, Av. General Aviles, Pio XII, Gran Vía Fernando el Católico, Gran Vía Ramón y Cajal, San Vicente, Av. Giorgeta, San Vicente, Bulevar sur.

- De Benicalap a Nou hospital La Fe por: Bulevar sur, San Vicente, Gran Vía Ramón y Cajal, Gran Vía Fernando el Católico, Pio XII, General Avilés, Av. Campanar, Juan XXIII.

## Otros datos
| Líneas de autobuses que prestan servicio en Valencia |               |                  |
| Línea anterior:                                      | Línea actual: | Línea siguiente: |
| 63 Línea 63                                          | 64 Línea 64   | 67 Línea 67      |